# Латина
Лати́на (итал. Latina) — город в итальянской области Лацио, административный центр одноимённой провинции. 
Был основан Бенито Муссолини 18 декабря 1932 году под названием Литто́рия, в честь литторио (фасций) - эмблемы Национальной фашистской партии Италии. Он является одним из самых молодых городов Италии: его нынешнее название было принято 7 июня 1945 года после публикации Указа о лейтенантстве от 9 апреля 1945 года № 270, с помощью которого фашистский топоним был заменен на тот, который позволял сохранить существующую аббревиатуру провинции.
Покровителями города считаются Мария Горетти и святой апостол и евангелист Марк, празднование 25 апреля и 6 июля.
Это второй по величине город в Лацио по количеству жителей, которому предшествует только Рим.
Население составляет 126 746  человек (2018) — плотность населения составляет 456,54 чел./км². Занимает площадь 277,62 км². Почтовые индексы: 04100, 04013, 04010. Телефонный код — 0773.

## Музеи
Музей современного искусства в городе Латина (Galleria Civica d’Arte Moderna e Contemporanea di Latina)

## Демография
Динамика населения:

## Администрация коммуны
- Официальный сайт: http://www.comune.latina.it